# Atletica leggera ai Giochi della X Olimpiade - 110 metri ostacoli

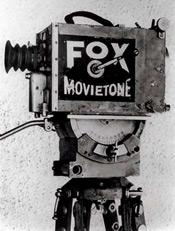
Video della Finale (la gara è mostrata dal minuto 3'25" al minuto 4'04. Dopo la vittoria, Saling parla)

La competizione dei 110 metri ostacoli di atletica leggera ai Giochi della X Olimpiade si tenne i giorni 2 e 3 agosto 1932 al Memorial Coliseum di Los Angeles.

## L'eccellenza mondiale
| Primatisti europei      | 14"4 1929 14"4 1931 | Eric Wennström Bengt Sjöstedt | Rit. 1930 Presente |
| Primatista mondiale     | 14"2 (120y) 1931    | Percy Beard                   | Presente           |
| Primatista stagionale   | 14"2                | George Saling                 | Presente           |
| Vincitore selezioni USA | 14"4                | Jack Keller                   | Presente           |

## La gara
Jack Keller vince la prima semifinale in 14"5; George Saling prevale nella seconda in 14"4. Entrambi migliorano il primato dei Giochi.

In finale il più lesto ad uscire dai blocchi è Keller. Ma Beard è più veloce nel passaggio delle barriere e al quinto ostacolo lo raggiunge. Subito dopo però colpisce la barriera. Passa in testa Saling. Ma le emozioni non sono ancora finite: Saling inciampa nell'ultimo ostacolo e barcolla, ma riesce ugualmente a tagliare il traguardo per primo.
Viene dato per terzo Keller che, subito dopo la gara, riceve sul podio la medaglia.

## Risultati

### Turni eliminatori
| 4 Batterie   | 2 agosto | 17 partenti   | Si qualificano i primi 3. |
| 2 Semifinali | 2 agosto | 6 + 6         | Si qualificano i primi 3. |
| Finale       | 3 agosto | 6 concorrenti |                           |

### Batterie
| Pos. | Concorrente    | Nazione       | Tempo Ufficiale | Tempo Elettrico |
| ---- | -------------- | ------------- | --------------- | --------------- |
| 1    | Percy Beard    | Stati Uniti   | 14"7            | 14"8            |
| 2    | Roly Harper    | Gran Bretagna | 14"9            |                 |
| 3    | Erwin Wegner   | Germania      | 15"1            |                 |
| 4    | Sylvio Padilha | Brasile       | 15"4            |                 |

| Pos. | Concorrente    | Nazione       | Tempo Ufficiale | Tempo Elettrico |
| ---- | -------------- | ------------- | --------------- | --------------- |
| 1    | Don Finlay     | Gran Bretagna | 14"8            | 14"84           |
| 2    | George Saling  | Stati Uniti   | 15"0            |                 |
| 3    | Tatsuzo Fujita | Giappone      | 15"1            |                 |

| Pos. | Concorrente       | Nazione          | Tempo Ufficiale | Tempo Elettrico |
| ---- | ----------------- | ---------------- | --------------- | --------------- |
| 1    | Willi Welscher    | Germania         | 14"8            | 15"02           |
| 2    | Bengt Sjöstedt    | Finlandia        | 14"9            |                 |
| 3    | Bunoo Sutton      | India Britannica | 15"1            |                 |
| 4    | Art Ravensdale    | Canada           | 15"2            |                 |
| 5    | Antônio Giusfredi | Brasile          | 15"3            |                 |
| 6    | Federico Gamboa   | Messico          | 15"4            |                 |

| Pos. | Concorrente       | Nazione       | Tempo Ufficiale | Tempo Elettrico |
| ---- | ----------------- | ------------- | --------------- | --------------- |
| 1    | Jack Keller       | Stati Uniti   | 14"9            | 15"01           |
| 2    | Khristos Mantikas | Grecia        | 15"1            |                 |
| 3    | David Burghley    | Gran Bretagna | 15"1            |                 |
| 4    | Roberto Sánchez   | Messico       | 15"7            |                 |

### Semifinali
| Pos. | Concorrente    | Nazione          | Tempo Ufficiale | Tempo Elettrico |
| ---- | -------------- | ---------------- | --------------- | --------------- |
| 1    | Jack Keller    | Stati Uniti      | 14"5            | 14"63           |
| 2    | David Burghley | Gran Bretagna    | 14"6            |                 |
| 3    | Don Finlay     | Gran Bretagna    | 14"6            |                 |
| 4    | Bunoo Sutton   | India Britannica |                 |                 |
| 5    | Bengt Sjöstedt | Finlandia        |                 |                 |
| -    | Erwin Wegner   | Germania         | Rit.            |                 |

| Pos.   | Concorrente       | Nazione       | Tempo Ufficiale | Tempo Elettrico |
| ------ | ----------------- | ------------- | --------------- | --------------- |
| 1      | George Saling     | Stati Uniti   | 14"4            | 14"55           |
| 2      | Percy Beard       | Stati Uniti   | 14"6            |                 |
| 3      | Willi Welscher    | Germania      | 14"8            |                 |
| 4      | Tatsuzo Fujita    | Giappone      | 14"8            |                 |
| 5      | Roly Harper       | Gran Bretagna | 14"9            |                 |
| Squal. | Khristos Mantikas | Grecia        | [14"8]          |                 |

### Finale
| Pos.    | Corsia | Concorrente    | Età | Nazione       | Tempo Ufficiale | Tempo Elettrico |
| ------- | ------ | -------------- | --- | ------------- | --------------- | --------------- |
| Oro     | 4      | George Saling  | 23  | Stati Uniti   | 14"6            | 14"57           |
| Argento | 1      | Percy Beard    | 24  | Stati Uniti   | 14"7            | 14"69           |
| Bronzo  | 2      | Don Finlay     | 23  | Gran Bretagna | 14"8            | 14"74           |
| 4       | 6      | Jack Keller    | 20  | Stati Uniti   | 14"8            | 14"81           |
| 5       | 5      | David Burghley | 27  | Gran Bretagna | 14"8            | 14"83           |
| Squal.  | 3      | Willi Welscher | 25  | Germania      | ---             |                 |

I 110 ostacoli sono la prima gara il cui ordine d'arrivo è corretto dalla "Kirby camera". I giudici avevano inizialmente dato il bronzo all'americano Jack Keller, ma l'attento esame del fotofinish consente di attribuire il terzo posto al britannico Finlay. Keller, sportivamente, consegnerà la sua medaglia a Finlay nel villaggio olimpico.